# Marcelle Marini
Marcelle Marini, née Marcelle Bouteillon à Annecy-le-Vieux le 29 octobre 1932 et morte à Paris 15e le 24 janvier 2007,,, est une universitaire, essayiste et féministe française.

## Biographie
Ancienne élève de l'École normale supérieure de Sèvres, elle est reçue en 1956 à l'agrégation féminine de lettres. D’après Christine Planté, « elle avait d’abord exercé en Tunisie, puis au lycée de Sèvres, avant d’être nommée à la Sorbonne en 1969 et de participer à la fondation de l’UFR Sciences des textes et documents (STD) de l’Université de Paris 7, où elle a enseigné jusqu’en 1992 ». Elle a eu une part considérable dans le développement et l'ancrage d'études des femmes parmi les disciplines universitaires.
Marcelle Marini est aussi l'auteur de plusieurs ouvrages sur le féminisme dans le monde, les femmes et leur « place » au sein du savoir. Elle a également traité la thématique de l' « écriture féminine ».
Elle figure parmi les fondatrices et les fondateurs du centre interdisciplinaire CEDREF (Centre d'enseignement, de documentation et de recherche pour les études féministes) et de sa revue les Cahiers du CEDREF.

## Œuvres
- Territoires du féminin. Avec Marguerite Duras, Paris, éditions de Minuit, 1977.
- Jacques Lacan, Paris, Belfond, 1986.
- Préface à Wagram 17-42. Marie attend Marie de Madeleine Bourdouxhe, éditions Tierce, 1989.
- Introduction aux méthodes critiques pour l'analyse littéraire, collectif, Paris, Dunod, 1990.
- Femmes/sujets des discours, collectif, Paris, CEDREF, 1990.
- Continuités et discontinuités du feminisme, collectif, Paris, CEDREF, 1995.
- Enjeux contemporains du féminisme indien, collectif, Paris, éditions de la Maison des sciences de l'homme, 2002.